# پل شکسته (رمان)
پل شکسته کتابی است اثر فیلیپ پولمن.

## خلاصه داستان
جینی دخترک شانزده ساله و با استعداد در عرصه هنر نقاشی است و آرزو دارد مثل مادر از دست رفته اش بدل به هنرمندی بزرگ شود. او از زندگی با پدرش در خانه کوچک و ساحلی شان لذت می‌برد. اما دنیای ساده و زیبای او ناگهان افشای رازی که پدر سال‌ها از او پنهان کرده از هم می‌پاشد......

## در ایران
این کتاب در ایران توسط فرزاد فربد ترجمه و به وسیله انتشارات کتاب پنجره چاپ شده است.